# Match Against Poverty
Das Match Against Poverty war ein ab 2003 jährlich stattfindendes Fußball-Benefizspiel zu Gunsten der Opfer von humanitären Katastrophen. Das Entwicklungsprogramm der Vereinten Nationen (UNDP) organisierte das Spiel unter Mithilfe der UN-Botschafter Zinédine Zidane und Ronaldo. 

## Geschichte
Im Jahr 2000 wurden die Millennium-Entwicklungsziele (MDGs) der Vereinten Nationen entwickelt. Die UN hat sich dabei zum Ziel gesetzt die Zahl der Menschen, die Hunger leiden und unterhalb der Armutsgrenze leben, bis zum Jahr 2015 zu halbieren. Daraufhin entschlossen sich die UNDP-Botschafter Zinédine Zidane und Ronaldo, das Match Against Poverty auszurichten. Somit traf sich ab 2003 jährlich die Weltelite des Fußballs, um Menschen, die von Naturkatastrophen betroffen sind, zu helfen.

## Bisherige Spiele
- 2003: Zidane & Friends – Ronaldo & Friends in Basel
- 2004: Zidane & Friends – Ronaldo & Friends in Madrid
- 2005: Zidane & Friends – Ronaldo & Friends in Düsseldorf
- 2006: Zidane & Friends – Ronaldo & Friends in Marseille
- 2008: Zidane & Friends – Ronaldo & Friends in Málaga
- 2008: Zidane & Friends – Ronaldo & Friends in Fès
- 2010: Zidane & Friends – Lissabon All-Stars in Lissabon
- 2010: Zidane & Friends – Olympiakos All-Stars in Athen
- 2011: All-Stars – HSV-All-Stars in Hamburg
- 2012: Ronaldo’s – Zidane’s in Porto Alegre
- 2014: Ronaldo, Zidane & Friends – YB & Friends in Bern
- 2015: Ronaldo, Zidane, Drogba & Friends – AS Saint-Étienne All Stars in Saint-Étienne